# Степанова, Марина Ивановна
Марина Ивановна Степанова (до замужества Макеева; 1 мая 1950, деревня Мяглово, Ленинградская область) — советская легкоатлетка, специализировалась в беге на 400 м с/б, выступала за ДСО «Труд» трёхкратная рекордсменка мира на этой дистанции. Заслуженный мастер спорта СССР (1984).

## Биография
Легкой атлетикой начала заниматься в Дзержинске Горьковской области в 1965 г. по настоянию учителя физкультуры у Александра Дмитриевича Селиверстова. А когда переехала в Брянск, её тренером стал Борис Гноевой. С 1980 года тренировалась у В. В. Степанова, за которого вышла замуж.
Поначалу специализировалась в спринтерском беге и пятиборье, потом попробовала бег на средние дистанции и, наконец, перешла на барьерный бег. Произошло это вскоре после появления в легкоатлетической программе бега на 400 м с барьерами.
Первую бронзовую медаль, к которой шла 10 лет, получила за участие в эстафете 4×400 м на чемпионате страны в 1974 г. Быстро освоив новый вид беговой программы — Бег на 400 метров с барьерами|400 с/б, уже в 1978 г. стала обладательницей серебряной медали чемпионата СССР, уступив только чемпионке Европы и мировой рекордсменке Татьяне Зеленцовой. Но уже в следующем, 1979, году стала чемпионкой и рекордсменкой.
В 1980 вышла замуж за ленинградца Вячеслава Степанова, который стал её тренером и заслуженным тренером РСФСР -1984 и СССР- 1986. В 1981 у них родилась дочка Марина. В это время её Мировой рекорд был улучшен не раз, с него «сбросили» уже больше секунды. Предпосылки для возвращения Степановой на дорожку были не очень-то обнадеживающими[прояснить]. Но она вернулась. В 1984 г. побеждает в международных соревнованиях «Дружба-84» и становится серебряным призёром чемпионата СССР. Через год — вновь чемпионка страны.
Но самым удачным в её 20-летней спортивной карьере оказался как раз двадцатый год. Степанова в третий раз побеждает на чемпионате СССР, первой финиширует на Играх доброй воли, наконец, с новым мировым рекордом выигрывает чемпионат Европы в Штутгарте, где отбирает и золотую медаль, и мировой рекорд у прежней рекордсменки Сабине Буш из ГДР, которая моложе её на 12 лет. Под занавес сезона, стартуя в финале IX Спартакиады народов СССР, Степанова установила ещё один мировой рекорд. Она первой из спортсменок мира пробежала дистанцию 400 м с барьерами быстрее 53 сек. — за 52,94. Подводя итоги года, советские спортивные журналисты включили Марину Степанову в число десяти лучших спортсменов страны, где она оказалась единственной женщиной, лучшей спортсменкой СССР 1986 г.
В 1987 г. закончила карьеру.

## Достижения
- Трёхкратная рекордсменка мира: 1979,1986, 1986
- Установила мировой рекорд в возрасте 36 лет 139 дней.
- 1 место на кубке Европы  400 с/б 54,92 (Макеева)в Турине 1979 г и 2 место 400с/б  кубок Европы в Москве 1985

## Вне дорожки
Работала в СДЮШОР с 1969 г. на должности тренера, с 1977 г. — в ДСО инструктором-методистом. В 1981 г. Окончила Государственный Дважды Орденоносный институт физической культуры им. П. Ф. Лесгафта.
Кандидат педагогических наук (1996), профессор (2007), судья республиканской категории (1999), получила международный сертификат лектора первого уровня ИААФ (легкая атлетика) в 2001 г.
С 1995 г. по 2017 в СПбГИЭУ (ранее — ЛИЭИ им. Пальмиро Тольятти, СПбГИЭА) в должностях: сначала старшего преподавателя, затем доцента, профессора кафедры физической культуры.

## Личные рекорды
- 400 с/б — 52,94 (1986)
- 400 м. —  51.25 (1980)